# Yuki Mitsuhara
 (janvier 2018).
Yuki Mitsuhara (満原 優樹, Mitsuhara Yūki), né le 27 décembre 1989 à Yokohama, est un joueur japonais de basket-ball.